# フリーメイソンズ・ホテル (トゥージェイ)
フリーメイソンズ・ホテル（英語: Freemasons' Hotel）は、西オーストラリア州トゥージェイ（Toodyay）のスティーリング・テラス（Stirling Terrace）にある歴史的建物である。それはウィリアム・トレゴニング（William Tregoning）のために建設されたもので、また最初はニューキャッスル・ホテル（Newcastle Hotel）として1861年に認可された。1977年に建物はオーストラリアのナショナル・トラストにより分類され、国の遺産の登録簿（Register of the National Estate）に永久に掲載されることになった。それはまたオーストラリアの遺産データベース（Australian Heritage Database）に記載されている。

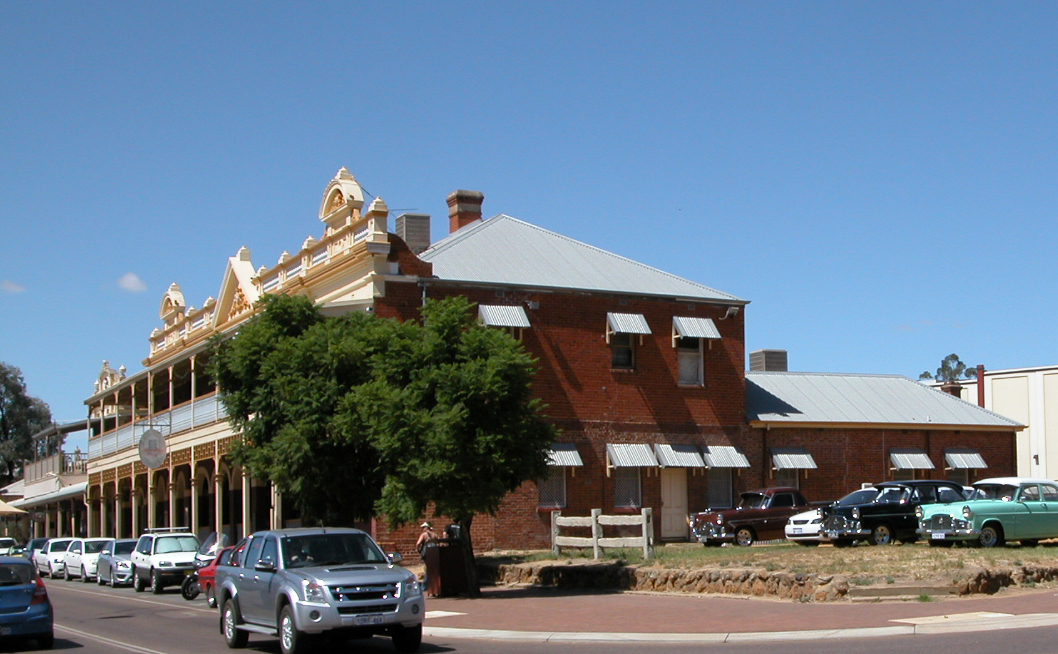
フリーメイソンズ・ホテル・トゥージェイ。

建物は二倍の天井高の赤レンガ造りで、トタン屋根と、ある種の伝統に影響を受けた装飾的な欄干が設置されている。地上一階の位置にベランダがあり、木製の柱と手すりが設置されている。地上にはまた引っ込んだベランダが追加的にあり、レンガの柱とアーチが設置されている。裏手には上下階ともにベランダがあるとともに一階建てのレンガ造りの拡張部分がある。オーストラリア連邦フィリグリー（Federation Filigree）の建物外観は1994年に再建された。